# 威爾弗雷多·萊昂
维尔弗雷多·莱昂·贝内罗（西班牙語：Wilfredo León Venero，1993年7月31日—）是一名古巴裔波蘭職業排球選手。他於2007年至2012年間代表古巴國家隊比賽，目前則為波蘭國家隊以及義大利排球聯賽球隊佩魯賈排球的一員。他替古巴贏得2010年世錦賽銀牌，以及兩面NORCECA排球聯賽金牌（分別為2009年和2011年）。
他曾和隊友約安迪·萊亞及Robertlandy Simón贏得於義大利舉辦的2010年世錦賽銀牌，也和上述二人一起被許多人譽為古巴排球界的「奇蹟世代」。他也被認為是目前世界上最優秀的主攻手之一。

## 排球生涯
萊昂在七歲時開始接觸排球，他的第一個教練即為他的母親Alina Venero女士。萊昂首次代表古巴隊出賽為2008年5月24日，在杜塞道夫，當時他的年齡為14歲。他在2009年獲得世界聯賽的最佳發球選手獎，並於同年的世界青年男子排球錦標賽中為隊伍奪得銀牌。萊昂隨後轉入古巴排球的成人代表隊，並連霸兩屆NORCECA排球聯賽。當時他以17歲之姿成為最年輕的國家隊隊長，在2012年於索菲亞帶領球隊贏得世界排球聯賽的銅牌。
2013年，萊昂離開古巴並加盟國外的排球俱樂部， 因古巴當局體育政策的緣故，所以失去古巴國家隊的資格。他於2014年加盟俄羅斯排球超級聯賽的球隊：澤尼特喀山，在隊伍期間他贏得數次CEV冠軍聯賽、俄羅斯國內聯賽及盃賽的冠軍。萊昂於2015至2016年則加盟卡達的排球俱樂部Al Rayyan，2018年九月，他加盟義大利排球聯賽球隊佩魯賈排球，並擔任球隊隊長。
他在2015年7月14日獲得波蘭公民身分，並在五年後完全獲得代表波蘭國家男子排球隊比賽的資格。

## 運動成就

### 俱樂部
- CEV冠軍聯賽
  -  2014/2015 – 與澤尼特喀山
  -  2015/2016 – 與澤尼特喀山
  -  2016/2017 – 與澤尼特喀山
  -  2017/2018 – 與澤尼特喀山

- 世界男排俱樂部錦標賽
  -  波蘭 2017 – 與澤尼特喀山
  -  貝廷 2022 – 與佩魯賈排球
  -  邦加羅爾 2023 – 與佩魯賈排球

- 國內聯賽
  - 2008/2009  古巴排球聯賽，與Capitalinos
  - 2009/2010  古巴排球聯賽，與Capitalinos
  - 2010/2011  古巴排球聯賽，與Orientales de Santiago
  - 2014/2015  俄羅斯盃，與澤尼特喀山
  - 2014/2015  俄羅斯排球超級聯賽，與澤尼特喀山
  - 2015/2016  俄羅斯超級盃，與澤尼特喀山
  - 2015/2016  俄羅斯盃，與澤尼特喀山
  - 2015/2016  俄羅斯排球超級聯賽，與澤尼特喀山
  - 2016/2017  俄羅斯超級盃，與澤尼特喀山
  - 2016/2017  俄羅斯盃，與澤尼特喀山
  - 2016/2017  俄羅斯排球超級聯賽，與澤尼特喀山
  - 2017/2018  俄羅斯超級盃，與澤尼特喀山
  - 2017/2018  俄羅斯盃，與澤尼特喀山
  - 2017/2018  俄羅斯排球超級聯賽，與澤尼特喀山
  - 2018/2019  義大利盃，與佩魯賈排球
  - 2019/2020  義大利超級盃，與佩魯賈排球
  - 2020/2021  義大利超級盃，與佩魯賈排球
  - 2021/2022  義大利盃，與佩魯賈排球
  - 2022/2023  義大利超級盃，與佩魯賈排球
  - 2023/2024  義大利超級盃，與佩魯賈排球
  - 2023/2024  義大利盃，與佩魯賈排球
  - 2023/2024  義大利排球聯賽，與佩魯賈排球

### 個人獎項
- 2009年： 世界排球聯賽 – 最佳發球選手
- 2009年： NORCECA排球聯賽 – 最佳攻擊手
- 2009年： NORCECA排球聯賽 – 最有價值球員
- 2011年： 泛美運動會排球比賽 – 最有價值球員
- 2011年： NORCECA排球聯賽 – 最佳攻擊手
- 2011年： NORCECA排球聯賽 – 最佳得分選手
- 2015年： CEV冠軍聯賽 – 最佳主攻手
- 2015年： CEV冠軍聯賽 – 最有價值球員
- 2015年： 世界男排俱樂部錦標賽 – 最佳主攻手
- 2016年： CEV冠軍聯賽 – 最佳主攻手
- 2016年： CEV冠軍聯賽 – 最有價值球員
- 2016年： 世界男排俱樂部錦標賽 – 最佳主攻手
- 2017年： CEV冠軍聯賽 – 最佳主攻手
- 2017年： 世界男排俱樂部錦標賽 – 最佳主攻手
- 2018年： CEV冠軍聯賽 – 最佳主攻手
- 2019年： 歐洲男子排球錦標賽 – 最佳主攻手
- 2022年： 世界男排俱樂部錦標賽 – 最佳主攻手
- 2023年： 歐洲男子排球錦標賽 – 最有價值球員

### 個人紀錄
- 萊昂的最快發球球速：138 km/h[6]

## 外部連結
- Player profile在歐洲排球聯合會
- 選手資料 （页面存档备份，存于） at LegaVolley.it （義大利語）
- Player profile在国际奥林匹克委员会的资料
- Player profile （页面存档备份，存于） at Volleybox.net

| 獎項                                   | 獎項 | 獎項                                         |
| -------------------------------------- | --- | -------------------------------------------- |
| 前任： 吉巴                            | 世界排球聯賽 最佳發球選手 2009 | 繼任： 約安迪·萊亞                           |
| 前任： 奧斯馬尼·胡安托雷納 石川祐希    | 世界盃 最佳主攻手 2019 與 石川祐希共同獲獎 | 繼任： –                                     |
| 前任： Dmitry Volkov 丹尼斯·卡尼伯達   | 歐洲男子排球錦標賽 最佳主攻手 2019 與 烏羅什·科瓦切維奇共同獲獎 | 繼任： 亞歷山德羅·米基耶萊托 達尼埃萊·拉維亞 |
| 前任： –                               | CEV冠軍聯賽 最佳主攻手 2014/2015 與 法昆多·孔特共同獲獎 2015/2016 與 蒂内·乌尔瑙特共同獲獎 2016/2017 與 伊萬·扎伊采夫共同獲獎 2017/2018 與 奧斯馬尼·胡安托雷納共同獲獎 | 繼任： 蒂内·乌尔瑙特 威爾弗雷多·萊昂         |
| 前任： Sergey Tetyukhin                | CEV冠軍聯賽 最有價值球員 2014/2015 2015/2016 | 繼任： 馬克西姆·米哈伊洛夫                   |
| 前任： Sergey Tetyukhin Matey Kaziyski | 世界男排俱樂部錦標賽 最佳主攻手 2015 與 托多爾·阿勒克斯耶夫共同獲獎 2016 與 約安迪·萊亞共同獲獎 2017 與 約安迪·萊亞共同獲獎 2022 與 亞歷山德羅·米基耶萊托共同獲獎      | 繼任： Oleh Plotnytskyi Marcus Vinícius      |
| 前任： 西莫內·詹內利                   | 歐洲男子排球錦標賽 最有價值球員 2023 | 繼任： 現任                                  |
| 前任： 石川祐希 托馬什·福納爾          | 男子排球國家聯賽 最佳主攻手 2025 與 亞歷山德羅·米基耶萊托共同獲獎 | 繼任： 現任                                  |